# Abiotic
Abiotic ist eine US-amerikanische Technical-Death-Metal aus Miami, Florida, die im Jahr 2010 gegründet wurde.

## Geschichte
Bei der Gründung 2010 bestand die Extreme-Metal-Band aus dem Sänger Ray Jimenez, dem Bassisten Alex Vazquez, dem Schlagzeuger Andres Hurtado und den Gitarristen Matt Mendez und Johnathan Matos. Es folgte die Veröffentlichung von zwei Singles, sowie der EP A Universal Plague, die sieben Lieder enthielt. Zum zweiten Lied namens Vermosapien auf der EP wurde zudem ein Musikvideo erstellt, bei dem Dan Drescher die Regie führte. Im Jahr 2012 erschien über Metal Blade Records das Debütalbum Symbiosis. Im Jahr 2013 stießen Sänger Dickie Allen und Schlagzeuger Aaron Stechauner als neue Mitglieder zur Band.
Im Oktober 2020 kündigte die Gruppe an, im Februar 2021 mit Ikigai ein neues Album herauszubringen, welches bei The Artisan Era erscheint.

## Stil
Laut Jakob Kranz vom Metal Hammer spiele die Band anspruchsvollen Death Metal, der sich verstärkt auf das technische Spiel der Instrumente und weniger auf nachhaltiges Songwriting konzentriere. Kranz beschrieb die Musik folgendermaßen: „Stellt euch einen intergalaktischen Krieger-Klon aus den Mickey-Mouse-Vocals von The Faceless, den unmenschlichen Schachtel-Grooves von Cynic und dezenten Stromschlägen vor, und ihr bekommt eine leise Ahnung davon, was euch mit SYMBIOSIS erwartet.“ und schrieb weiter „Abiotic spielen Musiker-Musik, mit welcher der Konkurrenz gezeigt werden soll, wo der Klingonenkreuzer die Locken hat.“.

## Diskografie
- 2011: A Universal Plague (EP, Eigenveröffentlichung)
- 2012: Symbiosis (Album, Metal Blade Records)
- 2015: Casuistry (Album, Metal Blade Records)
- 2021: Ikigai (Album, The Artisan Era)